# Pavilhão Gustavo III

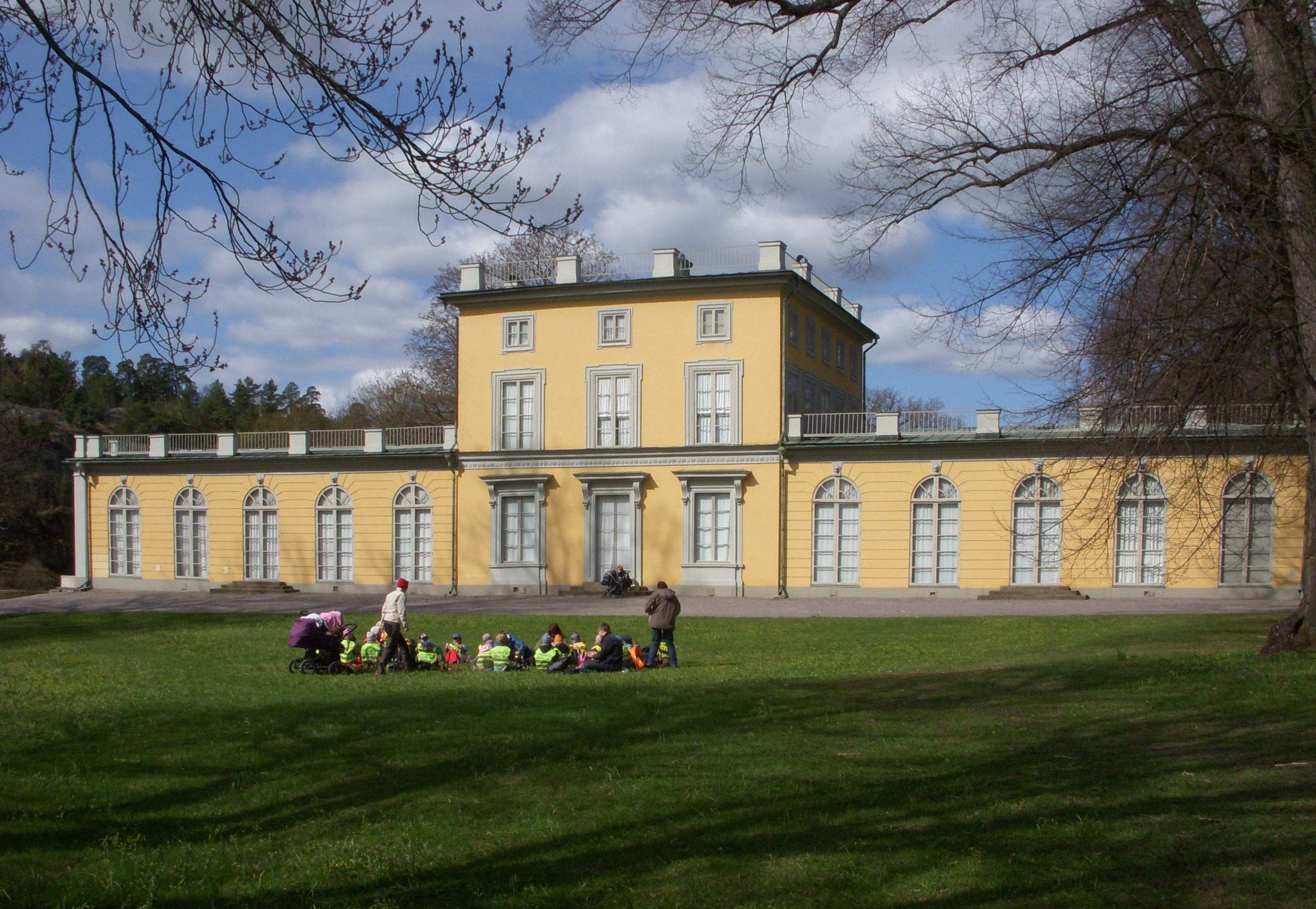
Gustav III's Pavilion at Haga, in spring 2010

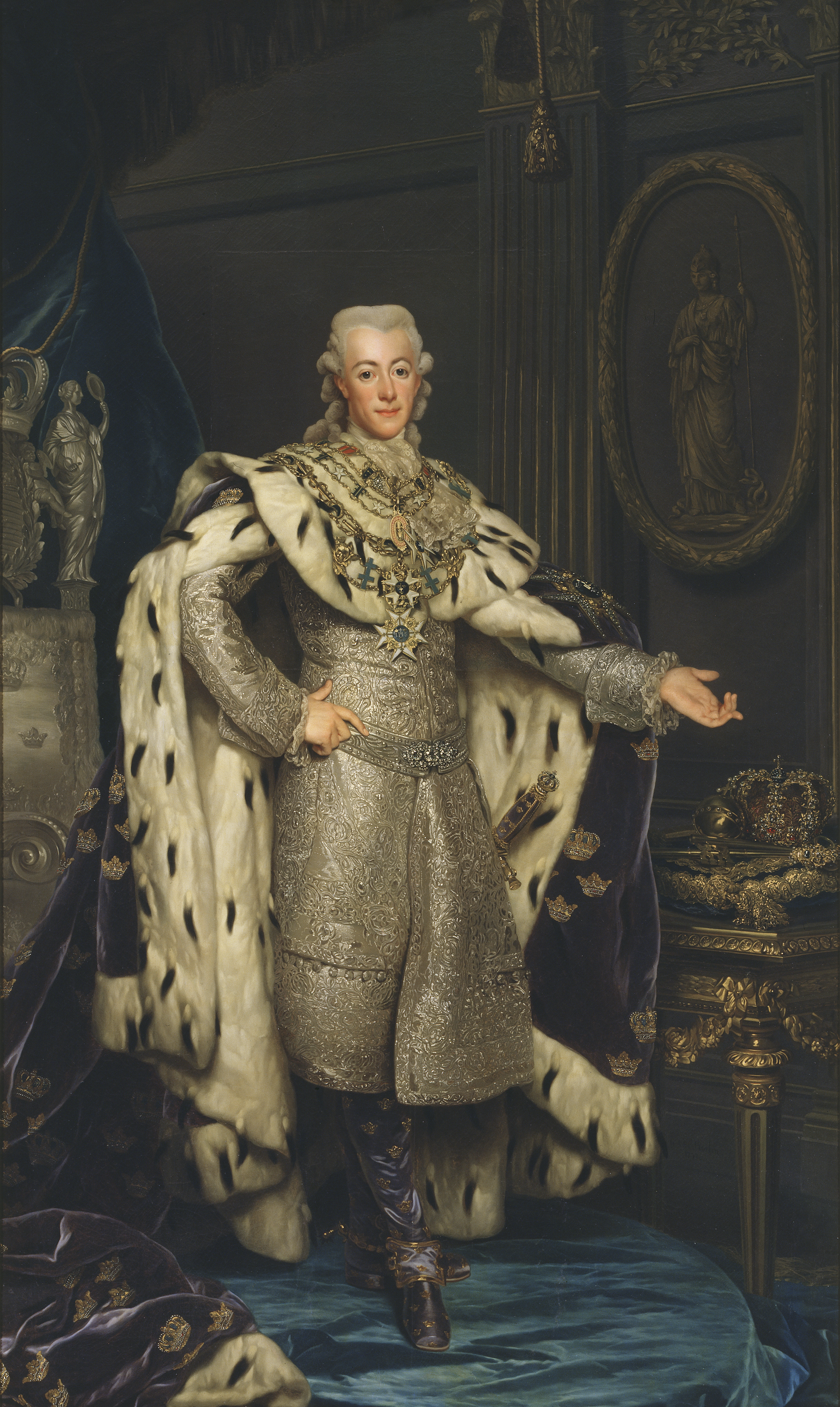
Gustav III

Pavilhão Gustavo III (sueco: Gustav III: s paviljong) é um pavilhão real no Parque de  Haga (Hagaparken), a 2 quilômetros ao norte de Estocolmo. Com destaque na história da arte sueca, o Pavilhão Gustav III é um belo exemplo do neoclassicismo europeu do final do século XVIII na Europa do Norte. Ao lado do Pavilhão encontram-se as "Tendas sultão de cobre", edifícios projetados para se assemelhar a grandes tendas.

## Pavilhão
O pavilhão foi construído em 1787 pelo arquiteto Olof Tempelman com instruções detalhadas do rei Gustavo III, que foi altamente envolvido pessoalmente no projeto, produzindo alguns projetos básicos e sugerindo alterações quando o trabalho estava em curso. Alterações incluídas em teses e estendendo ambas as asas pelo período de duas janelas.
O estilista Louis Masreliez que se tornou um trendsetter no design interior do período foi encomendado para o interior. O pavilhão foi apenas um dos muitos grandes planos e visões que Gustavo tinha para o Parque Haga, muitos dos quais tornaram mais longe do que a prancheta. Gustavo fez uso do pavilhão por alguns anos antes de seu assassinato. Foi a partir do pavilhão que Gustavo partiu para o baile de máscaras fatídico no Opera a 16 de Março de 1792. Após o assassinato do rei, seu irmão o príncipe Carlos, Duque de Sudermânia. utilizou o pavilhão como sua residência temporária.

## Tendas de cobre

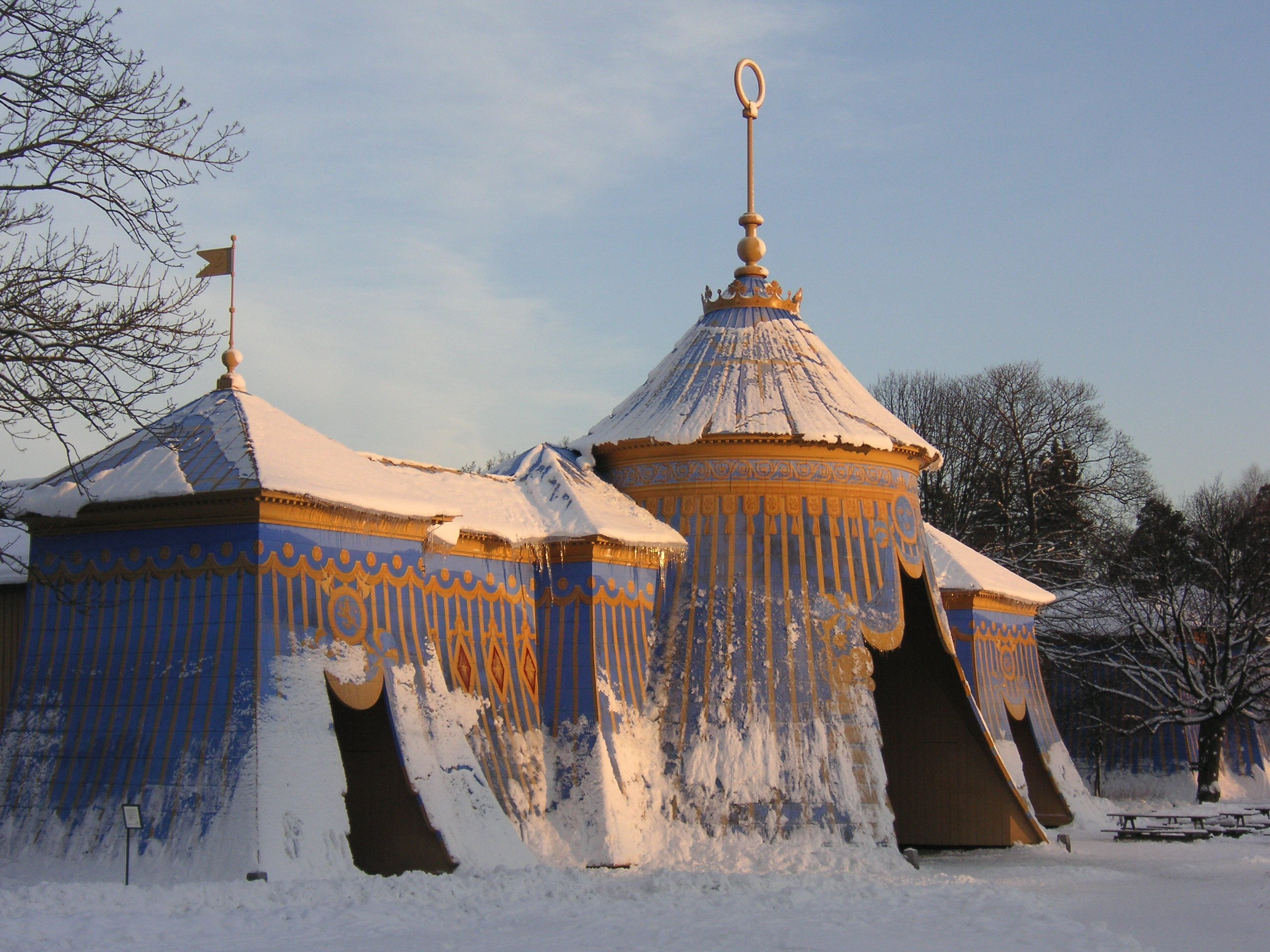
The Copper Tents in winter.

As Tendas de cobre, originalmente três prédios para a guarda do palácio, desenhado pelo pintor Jean Louis Desprez e construídos durante os anos 1787-1790. Desprez propôs que todas as fachadas dos edifícios devem ser concebidas como três tendas turco, vestindo com placas de cobre decorativamente pintadas. No entanto, as fachadas tenda só foram construídas ao lado voltado para o gramado principal, que ainda dá a ilusão desejada do acampamento de um sultão na borda da floresta.
A tenda foi destruída completamente por um incêndio em 1953. A frente da tenda foi reconstruída durante os anos 1962-1964 sob a liderança do arquitecto Ragnar Hjorth. Os edifícios por trás das fachadas tenda foram reconstruídas em 1977-1978, seguindo os planos de palácio do arquiteto Torbjörn Olsson. Ele transformou o estábulo, ex-aberto, em um quarto com uma barraca de teto. Hoje, a barraca de cobre do meio é o lar do Museu Haga Park. A tenda para as casas leste um restaurante e um no lado ocidental é a acomodação. As barracas de cobre são um monumento nacional e protegidos por lei.
Em 1996, a área que compreende Ulriksdal, Parque Haga, Brunnsviken e Djurgården tornou-se Parque do mundo primeira Cidade Nacional. A área é única em virtude do seu valor natural, cultural e recreativo e sua proximidade direta com uma grande cidade. Principalmente administrado pelo Djurgården Real Administração, a criação do Parque Nacional da Cidade serve para fortalecer as perspectivas de perpetuação da herança real histórico que vai desde Djurgården caça parque para os parques Gustavian de Haga.